# تبار (زیست‌شناسی)

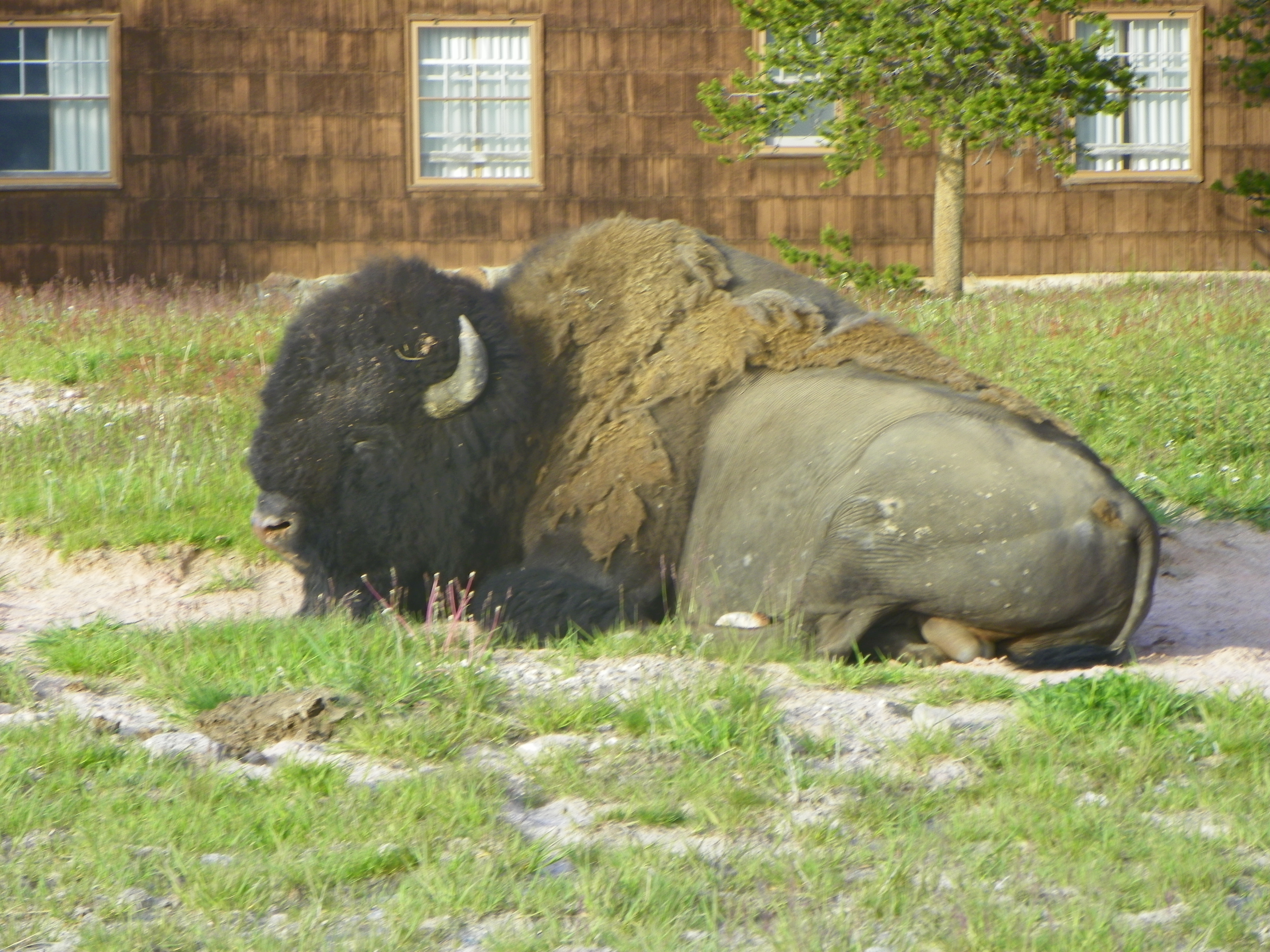
بیزون آمریکایی (Bison bison) به قبیلهٔ Bovini، یکی از شاخه‌های خانوادهٔ Bovidae، تعلق دارد.

تبار یا طایفه (به انگلیسی: Tribe)، یک طبقه آرایه‌شناختی در میان خانواده و سرده است. گاهی به جز کوچک‌تر «زیرتبار» (Subtribe) تقسیم می‌شود.